# Tup Tup
Tup Tup ist ein jugoslawischer animierter Kurzfilm von Nedeljko Dragić aus dem Jahr 1972.

## Handlung
Ein Mann liegt in Bett und liest eine Zeitung. Immer wieder wird er von dem gleichen tiefen Geräusch (Tup Tup) gestört, das ihn aus dem Bett springen und wütend auf den Boden und an die Decke klopfen lässt. Das Geräusch jedoch ertönt immer wieder und der Mann sprengt schließlich sein Haus in die Luft. Das Bett landet im Freien. Als das Geräusch nicht verstummt, zündet der Mann weitere Häuser an, verfolgt bald jeden Menschen, den er sieht und wird schließlich verrückt. Es folgen Amokläufe durch Viertel und ganze Städte, die er in Schutt und Asche legt. Irgendwann bleibt der Mann erschöpft liegen und das Geräusch ist verstummt. Nun schaufelt er sich selbst sein Grab und erschießt sich. Aus der Pistole wird ein Froschprinz, den der Mann küsst. Der Frosch verwandelt sich in eine Frau, mit der sich der Mann in sein Grab legt. Die Krone hängt er an das Grabkreuz.

## Auszeichnungen
Tup Tup wurde 1973 für einen Oscar in der Kategorie „Bester animierter Kurzfilm“ nominiert, konnte sich jedoch nicht gegen A Christmas Carol durchsetzen.